# Aegialites saintpaulensis
Aegialites saintpaulensis är en skalbaggsart som beskrevs av Zerche 2004. Aegialites saintpaulensis ingår i släktet Aegialites och familjen trädbasbaggar. Inga underarter finns listade i Catalogue of Life.